# Elżbieta Malinowska (1922–1970)
Elżbieta Malinowska (ur. 17 września 1922 w Chlebowicach, zm. 11 stycznia 1970 w Opolu) – chorąży Armii Krajowej, dama Virtuti Militari.

## Życiorys
Ukończyła szkołę podstawową i w 1941 r. została zaprzysiężona jako żołnierz Związku Walki Zbrojnej. Pełniła obowiązki kolporterki prasy, łączniczki i kurierki Komendy Obwodu ZWZ Bóbrka. Podczas tajnych szkoleń ukończyła kurs podchorążych i otrzymała stopień kaprala podchorążego. Po rozpoczęciu eksterminacji polskiej ludności na Wołyniu pełniła rolę przewodnika przeprowadzającego ludność cywilną z zagrożonych wsi do podlwowskiego Starego Sioła. Jako kurierka docierała do zagrożonych wsi przekazując informacje o aktualnej sytuacji na terenie Wołynia (m.in. do Biłki Królewskiej i Szlacheckiej).
Po nadejściu w rejon Lwowa oddziałów Armii Czerwonej dwukrotnie przekraczała linie frontu. 25 lipca przeprowadziła przez nią część sztabu Zgrupowania Oddziałów Leśnych ze Starego Sioła do Lwowa. Po zajęciu Lwowa przez Rosjan pozostała w konspiracji, jej mieszkanie pełniło rolę punktu kontaktowego oraz miejsca kolportażu podziemnej prasy. Wyjeżdżała nadal do okolicznych miejscowości aby badać rozwój sytuacji i monitować ukraińskie akcje wymierzone w polską ludność. W październiku 1944 r. została na krótko zatrzymana przez NKWD, ostatecznie została uwolniona. W maju 1945 r. została awansowana na stopień chorążego. We wrześniu 1945 r. otrzymała rozkaz ewakuacji do Krakowa archiwum AK i NIE. Zamieszkała w Opolu, pracowała jako laborantka w służbie zdrowia.

## Ordery i odznaczenia
- Krzyż Srebrny Virtuti Militari,
- Krzyż Walecznych.